# Morti nel 2009/Giugno
| Questa pagina contiene informazioni ricavate automaticamente dalle voci biografiche con l'ausilio del template Bio e di un bot. L'aggiornamento è periodico e automatico e ricostruisce completamente la pagina. Se manca una persona in questa lista, sei pregato di non aggiungerla, ma accertati piuttosto che la sua voce biografica contenga il template Bio e che i dati anagrafici siano correttamente compilati. Se il template Bio manca, inseriscilo tu stesso o, in alternativa, metti l'avviso {{tmp\|Bio}} che ne segnala la mancanza. Se i dati riportati sono sbagliati, correggi direttamente la voce biografica; le modifiche saranno visibili in questa lista entro pochi giorni. Per chiarimenti vedi il progetto biografie. La lista contiene solo le 123 persone che sono citate nell'enciclopedia e per le quali è stato implementato correttamente il template Bio. Pagina aggiornata al 10 ago 2025. |

- 1º giugno - Silvio Barbato, direttore d'orchestra e compositore brasiliano (n. 1959)
- 1º giugno - Mario Cavedon, astronomo e divulgatore scientifico italiano (n. 1920)
- 1º giugno - Fatma Ceren Necipoğlu, arpista turca (n. 1972)
- 1º giugno - Bob Christie, pilota automobilistico statunitense (n. 1924)
- 1º giugno - Ken Clark, attore statunitense (n. 1927)
- 1º giugno - Marcello Spadolini, ciclista su strada italiano (n. 1915)
- 2 giugno - Mirella Bandini, storica e critica d'arte italiana (n. 1928)
- 2 giugno - Alfredo Bisignani, politico, sindacalista e giornalista italiano (n. 1929)
- 2 giugno - Marc Christian, personaggio televisivo statunitense (n. 1953)
- 2 giugno - David Eddings, scrittore statunitense (n. 1931)
- 2 giugno - Tony Maggs, pilota automobilistico sudafricano (n. 1937)
- 3 giugno - Sam Butera, sassofonista e arrangiatore statunitense (n. 1927)
- 3 giugno - David Carradine, attore e artista marziale statunitense (n. 1936)
- 3 giugno - Peter J. Landin, informatico britannico (n. 1930)
- 3 giugno - Nardino Previdi, dirigente sportivo italiano (n. 1934)
- 3 giugno - Peppe Romano, scultore italiano (n. 1920)
- 3 giugno - Koko Taylor, cantante statunitense (n. 1928)
- 4 giugno - Lev Brovars'kyj, calciatore e allenatore di calcio sovietico (n. 1948)
- 4 giugno - Dorothy Layton, attrice statunitense (n. 1912)
- 4 giugno - Emidio Salomone, mafioso italiano (n. 1954)
- 4 giugno - Randy Smith, cestista e allenatore di pallacanestro statunitense (n. 1948)
- 4 giugno - Norina Trombini, partigiana italiana (n. 1916)
- 5 giugno - Ola Hudson, stilista statunitense (n. 1946)
- 5 giugno - Rajeev Motwani, docente indiano (n. 1962)
- 5 giugno - Giancarlo Pretini, scrittore italiano (n. 1928)
- 5 giugno - Haydn Tanner, rugbista a 15 britannico (n. 1917)
- 6 giugno - Jean Dausset, fisiologo e immunologo francese (n. 1916)
- 6 giugno - Mary Howard, attrice statunitense (n. 1913)
- 6 giugno - Angelo Quattrocchi, attivista, scrittore e giornalista italiano (n. 1941)
- 7 giugno - Giovanni Carandente, critico d'arte e collezionista d'arte italiano (n. 1920)
- 7 giugno - Hugh Hopper, bassista e compositore britannico (n. 1945)
- 7 giugno - Kenny Rankin, cantante e compositore statunitense (n. 1940)
- 7 giugno - Aldo Salvi, musicista e compositore italiano (n. 1933)
- 7 giugno - Sia'osi Tu'ihala Alipate Tupou, II barone Vaea, politico tongano (n. 1921)
- 8 giugno - Omar Bongo, politico gabonese (n. 1935)
- 9 giugno - Gunnar Andersson, pilota automobilistico svedese (n. 1927)
- 9 giugno - Renzo Foa, giornalista italiano (n. 1946)
- 10 giugno - Giorgio Tomaso Bagni, matematico italiano (n. 1958)
- 10 giugno - Barry Beckett, tastierista e produttore discografico statunitense (n. 1943)
- 10 giugno - Michel Nguyễn Khắc Ngữ, vescovo cattolico vietnamita (n. 1909)
- 10 giugno - Giuseppe Pisante, imprenditore italiano (n. 1942)
- 11 giugno - Frank James Low, fisico statunitense (n. 1933)
- 11 giugno - Vezio Melegari, scrittore e fumettista italiano (n. 1921)
- 12 giugno - Reno Bromuro, poeta, scrittore e attore italiano (n. 1932)
- 12 giugno - Aage Rou Jensen, calciatore danese (n. 1924)
- 12 giugno - Félix Malloum, politico e generale ciadiano (n. 1932)
- 13 giugno - Alessandro Garbin, personaggio televisivo e attore italiano (n. 1977)
- 13 giugno - Ardemio Marangoni, calciatore italiano (n. 1926)
- 13 giugno - Mitsuharu Misawa, wrestler e lottatore giapponese (n. 1962)
- 14 giugno - Carl-Ebbe Andersen, canottiere danese (n. 1929)
- 14 giugno - Angela Coughlan, nuotatrice canadese (n. 1952)
- 14 giugno - Ivan Della Mea, cantautore, scrittore e giornalista italiano (n. 1940)
- 14 giugno - Yasuharu Hasebe, regista e sceneggiatore giapponese (n. 1932)
- 14 giugno - Carla Monti, attrice italiana (n. 1932)
- 14 giugno - Jackie Ronne, esploratrice statunitense (n. 1919)
- 15 giugno - Dave Brown, allenatore di pallacanestro statunitense (n. 1933)
- 15 giugno - Allan King, regista canadese (n. 1930)
- 16 giugno - Peter Arundell, pilota automobilistico inglese (n. 1933)
- 16 giugno - Massimo Caprara, politico e giornalista italiano (n. 1922)
- 16 giugno - Charles Kunz, calciatore svizzero (n. 1928)
- 16 giugno - Charlie Mariano, sassofonista statunitense (n. 1923)
- 16 giugno - Goffredo Unger, attore italiano (n. 1933)
- 17 giugno - Ralf Dahrendorf, sociologo, politologo e politico tedesco (n. 1929)
- 17 giugno - Juan Ángel Romero, calciatore paraguaiano (n. 1934)
- 17 giugno - Božidar Takev, cestista e allenatore di pallacanestro bulgaro (n. 1920)
- 18 giugno - Giovanni Arrighi, economista e sociologo italiano (n. 1937)
- 18 giugno - Hortensia Bussi, first lady cilena (n. 1914)
- 18 giugno - Victor Cosson, ciclista su strada, pistard e ciclocrossista francese (n. 1915)
- 18 giugno - Franco Fergnani, storico della filosofia e traduttore italiano (n. 1927)
- 18 giugno - Aldo Gargani, filosofo italiano (n. 1933)
- 18 giugno - Ali Akbar Khan, musicista bangladese (n. 1922)
- 18 giugno - Mihai Mocanu, allenatore di calcio e calciatore rumeno (n. 1942)
- 18 giugno - Vito Riviello, poeta italiano (n. 1933)
- 18 giugno - Oscar Simonton, oncologo e psicologo statunitense (n. 1942)
- 19 giugno - Alberto Andrade, politico peruviano (n. 1943)
- 19 giugno - Stefano Dal Monte, calciatore italiano (n. 1943)
- 19 giugno - Tomoji Tanabe, supercentenario giapponese (n. 1895)
- 20 giugno - Aldo Belleni Morante, matematico italiano (n. 1938)
- 20 giugno - Godfrey Rampling, velocista britannico (n. 1909)
- 21 giugno - Luise Danz, militare e criminale di guerra tedesca (n. 1917)
- 21 giugno - José Nicomedes Grossi, vescovo cattolico brasiliano (n. 1915)
- 21 giugno - Luciano Loschi, calciatore italiano (n. 1926)
- 22 giugno - Pierre Grelot, teologo, biblista e presbitero francese (n. 1917)
- 22 giugno - Vito Pallabazzer, linguista e glottologo italiano (n. 1928)
- 22 giugno - Karel Van Miert, politico belga (n. 1942)
- 23 giugno - Pietro Armani, politico italiano (n. 1931)
- 23 giugno - Giulio Collalto, serial killer italiano (n. 1953)
- 23 giugno - Elio Colosimo, politico italiano (n. 1937)
- 23 giugno - Adriano Durante, ciclista su strada italiano (n. 1940)
- 23 giugno - Ed McMahon, attore e conduttore televisivo statunitense (n. 1923)
- 23 giugno - Giulio Nicoletta, partigiano e militare italiano (n. 1921)
- 23 giugno - Pierpaolo Pedroni, rugbista a 15 e arbitro di rugby a 15 italiano (n. 1964)
- 23 giugno - Antonio Mario Tamburro, chimico italiano (n. 1939)
- 23 giugno - Maurizio Valenzi, politico italiano (n. 1909)
- 24 giugno - Olja Ivanjicki, pittrice, scultrice e poetessa serba (n. 1931)
- 24 giugno - Robert Lafont, scrittore, linguista e politologo francese (n. 1923)
- 24 giugno - Roméo LeBlanc, insegnante, giornalista e politico canadese (n. 1927)
- 24 giugno - Mario Tontodonati, calciatore italiano (n. 1922)
- 25 giugno - Antonio Cadei, storico dell'arte italiano (n. 1944)
- 25 giugno - Farrah Fawcett, attrice statunitense (n. 1947)
- 25 giugno - Michael Jackson, cantautore, ballerino e coreografo statunitense (n. 1958)
- 25 giugno - Franz-Albrecht Metternich-Sandor, nobile, storico e bibliotecario tedesco (n. 1920)
- 25 giugno - Zinaida Stahurskaja, ciclista su strada bielorussa (n. 1971)
- 26 giugno - Amnon Kapeliouk, giornalista e scrittore israeliano (n. 1930)
- 26 giugno - Erhard Karkoschka, compositore tedesco (n. 1923)
- 26 giugno - Mario Verdone, critico cinematografico e saggista italiano (n. 1917)
- 27 giugno - Ernst Barkmann, militare tedesco (n. 1919)
- 27 giugno - Frank Barlow, medievista britannico (n. 1911)
- 27 giugno - Willy Kyrklund, scrittore svedese (n. 1921)
- 27 giugno - Feliciano Serrao, storico e giurista italiano (n. 1922)
- 27 giugno - Gale Storm, attrice e cantante statunitense (n. 1922)
- 27 giugno - Ugolino Ugolini, imprenditore e dirigente sportivo italiano (n. 1924)
- 28 giugno - Piero Boni, sindacalista e partigiano italiano (n. 1920)
- 28 giugno - Alberto Cappi, poeta italiano (n. 1940)
- 28 giugno - Billy Mays, personaggio televisivo statunitense (n. 1958)
- 29 giugno - Harry McIlvenny, calciatore inglese (n. 1922)
- 29 giugno - Jean-Paul Roux, storico, turcologo e islamista francese (n. 1925)
- 29 giugno - Jan Rubeš, cantante lirico e attore ceco (n. 1920)
- 29 giugno - Paul Vrind, cestista olandese (n. 1968)
- 30 giugno - Gino Amisano, imprenditore e dirigente sportivo italiano (n. 1921)
- 30 giugno - Pina Bausch, coreografa, ballerina e insegnante tedesca (n. 1940)
- 30 giugno - Harve Presnell, attore statunitense (n. 1933)
- 30 giugno - Shi Pei Pu, agente segreto e cantante cinese (n. 1938)